# Parbagasan Janji Matogu
Parbagasan Janji Matogu is een bestuurslaag in het regentschap Toba Samosir van de provincie Noord-Sumatra, Indonesië. Parbagasan Janji Matogu telt 318 inwoners (volkstelling 2010).